# Hawaii mitológia

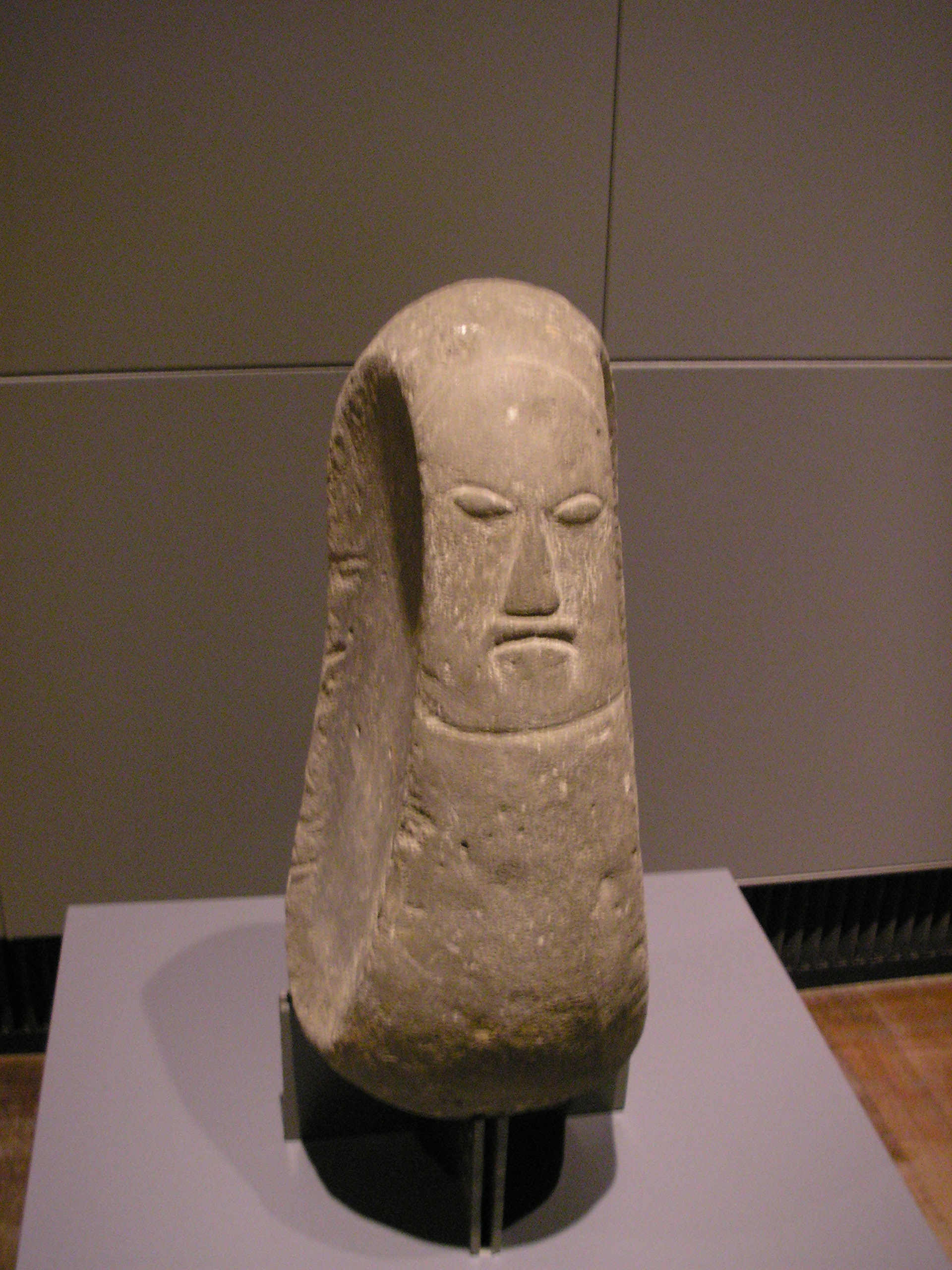
Egy hawaii istenség szobra

A leghatalmasabb istenség Ku-waha-ilo, az Emberevő, a felesége Haumea a Földanya, akit leggyakrabban szakadék képében tisztelnek, máskor azonban emberszerűnek vélték. Erre mutat az is, hogy gyermekei különböző testrészeiből születtek. Első lánya Na-maka-o-ka-hai a melléből, Pelé a combjaiból, a legidősebb fia a Cápaisten koponyájából, a mennydörgés istene a szájából, a villámlás istene az izzó szeméből született. A Földanya többi gyermekei az istennő karjából, csuklójából, tenyeréből, kéz-és lábujjaiból születtek meg. A legfiatalabb leány Hiiaka egy tojásból kelt ki, mint egy kismadár. Őt Pelé különösen szerette, ő volt a legkedvesebb húga. Amikor felnőtt, a második leghatalmasabb hawaii istennővé vált. 
A hetedikként említett Hiiaka egyes legendákban kifejezetten a lángok istennője. A férfiak általában többnyire a tűzhányó tevékenység legaktívabb megnyilvánulásainak, például robbanások vagy az ún. hasadékkitörések esetén gyakran tapasztalt tűzesőnek, tűzfüggönyöknek megszemélyesítői, eltekintve néhány istenségtől, például a Cápaistentől, aki (Westerwelt szerint) vízi erőközpontot testesít meg. 
A Mennydörgető és a Háború Gyermeke a vallási hagyományok szerint púpos. A többi isten vagy istennő testéről nem említenek sokat.

## Hiiaka
A Földanya gyermekeinek nevei sok mindent elárulnak a régi hawaiiak természetimádásáról. A nők általában az óceán istennőjét kivéve a Hiiaka nevet is megkapták, mely William Ellis, az 1820 körül itt tevékenykedő misszionárius szerint Felhőtartót vagy Felhőhordozót jelent. Fornander viszont azt az álláspontot képviseli, hogy Hiiaka tulajdonképpen Szürkület (Alkonyat) birtoklót vagy Felhőhordozót jelent. A Hii körülbelül azt jelenti, hogy valamit úgy emelnek fel, hogy annak hordozása könnyű legyen. A második szótag az Aka rendszerint árnyékot jelent, azt amelyet alkonyat táján vetnek a felhők. Westerweld szerint a Hiiaka név értelmezése ez:Napnyugtakor emelkedő árnyékok vagy olyan árnyékok, amelyeket a vulkáni (kitörési) felhők vetnek egy kráter mélyén izzó lávatóra, amikor az alkonyi napsugár (rézsútosan) világítja meg a füstfelhőket

## Istennők
- Na-maka-o-ka-hai az óceánistennő
- Pelé a tűzistennő
- Hiiaka-kapu-ena-ena magyarul a Vörösen Izzó Hegyet Takaró Felhő, az Égő Tabu Hiiakája, az Égő Virág Hiiakája, az Égő hegyek (vagy Dombok) Hiiakája
- Hiiaka-wawahi-lani magyarul a Mennyszaggató Felhőhordozó, vagy az Égboltot Nagy Esőzésekért Áttörő Hiiaka
- Hiiaka-noho-lani nyelvünkön az Égben Lakó Felhőtartó, vagy az Egekben Lakó Hiiaka
- Hiiaka-makole-wawahi-waa Tűzszemű Kenutörő
- Hiiaka-kaa-lawa-maka Gyorsan Felcsillanószemű Felhőhordozó, vagy Hiiaka, Akinek Gyorsan Felragyogó Szeme Van
- Hiiaka-ka-lei-ia Virágfüzérrel Díszített Felhőtartó vagy Hiiaka, akit Füsfelhőkből Font Füzérek Ékesítenek.
- Hiiaka-i-ka-poli-Pele Pelé Keblét Ölelő Felhőhordozó (a Tűzistennő által óvott), a legfiatalabb lánytestvér, akit csak Hiiaka néven tartanak számon.

## Istenek
- Ka-moho-alii Gőzök Istene, a Sárkányok Királya, Cápaisten
- Kane-hekili Kane a Mennydörgés, vagy Kane a Mennydörgető
- Kane-ponaku-kaa Kane, a Guruló (legördülő) Kőtömeg, A Földrengések Előidézője
- Kane-hoa-lani Kane, az Isteni Tűzgyújtó
- Kane-huli-houna Kane, Aki A Földet (vulkán) Kitörések és Földrengések Idején Felfordítja
- Kane-kauwila-nui Kane, Aki a Nagy Villámot Uralja
- Kane-huli-koa kane, Aki (át-vagy szét) töri a Korallszirteket
- Ka poha-i-kahi-ola Robbanás Az Élet Színterén (az égő gázokból feltörő szökőkút a tűzben), a Robbanások Istene
- Ke-ua-a-ke-po az Éjszakai (tűz) Eső, Tűzeső, az Eső az Éjszakában, a Tűzeső, Amely Éjszakánként Jobban Látható
- Ke-o-ahi-kama-kua a Háború Tűzzúdító Gyermeke
- Lono-makua Lonao, Az Apa, Aki A Kráterre És Annak Tüzére Felügyel